# Liste des basiliques de la Vallée d'Aoste
Cette liste recense les basiliques de la Vallée d'Aoste.

## Liste
- Aoste
  - Cathédrale d'Aoste